# 아볼파즐 잘랄리
세예드 아볼파즐 잘랄리 부라니(페르시아어: سید ابوالفضل جلالی بورانی, Seyed Abolfazl Jalali Bourani, 1998년 6월 26일 ~ )는 이란의 축구 선수로, 현재 이란 페르시안 걸프 프로리그의 에스테글랄 FC에서 레프트 백으로 활약하고 있다.